# Nissan Primastar
O Primastar é um veículo comercial que foi lançado em 2001 e está disponível como van ou furgão. Possui uma cabine estendida. O Primastar possui motores a gasóleo e a gasolina. É um modelo construído em parceria entre a Nissan, a Renault (Renault Trafic) e a GM (Opel Vivaro, Opel Arena e Vauxhall Vivaro).